# Дворец культуры и техники имени В. И. Ленина (Таганрог)
Дворец культуры и техники им. В. И. Ленина — дворец культуры в Таганроге, принадлежавший с 1924 по 2002 год Таганрогскому металлургическому заводу.

## История
Составной частью нового Дворца культуры стало здание старого заводского клуба.
Старый клуб был построен в 1924 году. Денег на строительство у завода тогда не было, но администрация нашла выход: неподалёку от главной конторы находился большой фундаментальный склад. Ему надстроили второй этаж и получилось вместительное здание, достаточное для клубной работы. Там же была открыта и библиотека. Заводскому клубу в 1924 году было присвоено имя В. И. Ленина.
При клубе был создан народный театр «Синяя блуза». В 1930-е годы «синеблузники» принимали активное участие в работе агитационной бригады клуба имени Ленина, выступали с сатирическими зарисовками, интермедиями не только в цехах, но и выезжали в сельские районы во время посевных и уборочных кампаний.
В 1949 году здание клуба было реконструировано, был устроен зрительный зал на 500 мест.
Строительство современного здания Дворца культуры и техники им. В. И. Ленина велось с 1969 по 1975 год по проекту архитектора Г. А. Петрова («Ростовгражданпроект»). Новый реконструированный Дворец культуры открылся 21 апреля 1975 года. Площадь перед центральным входом Дворца украшал свето-музыкальный фонтан, отделанный авторскими мозаиками работы В. В. Орлова (мозаики были утрачены в 1990-х годах, при реконструкции фонтана).
Общая площадь ДК — около 4000 м². Это одна из лучших построек Ростовской области данного типа как по внешнему виду, так и по внутренней планировке и оформлению интерьеров. Два трёхэтажных крыла включают 170 комнат, в центре — концертный зал площадью 800 м² на 720 мест с балконом на 250 мест. Диаметр вращающегося круга сцены равен 9 метрам. В старом корпусе ДК располагались кинозал на 500 мест, библиотека профсоюзного комитета Таганрогского металлургического завода.
За время своего существования Дворец культуры им. Ленина вырос в центр культурно-досуговой деятельности не только предприятия, но и всего города. В 1970—2000 годах в ДК работало 53 коллектива художественной самодеятельности, в которых занималось более 2000 таганрожцев. Наиболее известные художественные коллективы, долгие годы существовавшие в ДК и известные далеко за пределами Таганрога: ВИА «СТАЛ́ИТ» (худ. рук. Е. П. Орлова, создан в 1968 году), ансамбль танца «Дружба» (худ. рук. Л. В. Китайская), Русский народный хор (созд. В. Г. Захарченко), Театральная студия (худ. рук. Н. А. Малыгина), Оркестр духовых инструментов (худ. рук. С. Л. Кадыгроб) и многие другие.
В 1970-х годах при ДК было создано городское творческое объединение «Художник», в котором состояли и любители, и профессионалы. В работе объединения участвовали такие авторы, как В. С. Орлов, А. Ф. Степаненко, М. А. Новиков, К. Г. Иванов, Э. А. Эдельман, Н. Ф. Швец и многие другие.
В 2002 году, при смене собственников металлургического завода и сопутствующем разделении активов, здание Дворца культуры и техники им. В. И. Ленина было передано в собственность ООО «Культурно-спортивный комплекс „Олимп“». Из помещений ДК были выведены все располагавшиеся там ранее заводские подразделения (профсоюзная библиотека, редакция заводской многотиражной газеты «Вальцовка» и другие). Арендаторами помещений ДК стали ресторан, отделение банка и ночной клуб.
До 2007 года Дворец культуры и техники имени В. И. Ленина назывался ДК «Металлург».
В мае 2014 года стало известно о том, что Культурно-спортивный комплекс «Олимп» выставлен на продажу. Стоимость объекта объявлена около 170 миллионов рублей. При этом эксперты коммерческой недвижимости считают, что адекватная цена для этого объекта — 70-75 миллионов рублей, а его будущему собственнику выгоднее будет его снести и построить на его месте действительно что-то коммерческое и приносящее прибыль. А на месте стадиона построить, к примеру, аквапарк. В октябре 2015 года стало известно, что комплекс «Олимп» продаётся за 150 миллионов рублей. В 2020 году на сайте ЦИАН фигурировало объявление о продаже здания бывшего ДК «Ленина» за 85 миллионов рублей. К продаже предлагалось помещение свободного назначения площадью 10 000 квадратных метров.

## Известные сотрудники Дворца культуры
- Бурцева, Наталья Константиновна (1947—2021) — директор ДК Ленина с 1995 года, Заслуженный работник культуры РФ.
- Китайская, Лариса Васильевна (1932—2019) — российский хореограф, Заслуженный работник культуры.
- Орлов, Василий Сергеевич (1910—2010) — российский художник.
- Орлов, Виктор Васильевич (1940—2012) — российский художник, Заслуженный работник культуры РФ.
- Орлова, Евгения Петровна (1932) — российский музыкант, педагог, Заслуженный работник культуры РФ, создатель ВИА «СТАЛИТ».
- Швец, Надежда Фёдоровна (1959—2022) — украинский художник, режиссёр. Главный художник Харьковского национального академического театра оперы и балета им. Н. Лысенко. Заслуженный художник Украины. Работала в ДК руководителем изостудии.